# Бельский, Алексей Ильич
Алексе́й Ильи́ч Бе́льский (30 апреля 1914, Голышманово, Тобольская губерния — 26 февраля 1970, Кишинёв) — советский военачальник, полковник, Герой Советского Союза. Почётный гражданин города Кишинёва.

## Биография
Алексей Ильич Бельский родился 30 марта 1914 года в селе Голышманово Тобольской губернии (ныне Тюменская область), белорус.
Алексей Ильич Бельский в годы Великой Отечественной войны участвовал в освобождении Белоруссии и Украины, в Ясско-Кишинёвской операции, взятии Берлина.
Командир 1-го штурмового стрелкового батальона 273-го гвардейского стрелкового полка (89-я гвардейская стрелковая дивизия, 26-й гвардейский стрелковый корпус, 5-я ударная армия, 1-й Белорусский фронт) гвардии майор А. И. Бельский отличился во время Висло-Одерской операции в январе 1945 года на территории Польши.
Во время боёв за освобождение Кишинёва батальон под его командованием первым прорвался к центру города и вечером 23 августа 1944 года водрузил красное знамя на руинах здания на перекрёстке улиц Ленина и Гоголя (сейчас Штефана чел Маре и митрополита Бэнулеску-Бодони).
27 февраля 1945 года Бельский получил звание Героя Советского Союза за прорыв глубоко эшелонированной немецкой обороны, во время Висло-Одерской операции.
В ходе штурма Берлина гвардии майор Герой Советского Союза Алексей Бельский придумал ход, который вошёл затем во все учебники по военному искусству. Со своими бойцами, вооруженными дымовыми шашками и автоматами, они двинулись по крышам Фридрихштрассе, перепрыгивая с кровли на кровлю, и на всём пути методично подавляли пулемётные точки противника, а также создавали дымовую завесу, под покровом которой в город входили артиллерия и танки. Это был тот самый уникальный случай, когда бронетехнику опередила и прикрыла пехота.
Командующий 5-й ударной армией генерал-полковником Н. Э. Берзарин за бои в Берлине представил Бельского ко второй Звезде Героя Советского Союза. Но из-за гибели самого генерала и путаницы с отчеством Алексея Ильича звание дважды Героя Советского Союза ему присвоено не было.
После войны жил в Кишинёве, где и был похоронен на Центральном (Армянском) кладбище (см. надгробный монумент работы Лазаря Дубиновского).

## Награды
- Герой Советского Союза
- Орден Ленина
- Орден Красного Знамени
- Орден Отечественной войны 1-й степени
- Орден Красной Звезды

## Память
В 1970 году в честь Бельского была названа улица в кишинёвском секторе Ботаника. После распада СССР эта улица была переименовано в честь Куза-Водэ, господаря, объединившего Молдавское княжество с Валахией.